# Tavon Austin
Tavon Wesley Austin (* 15. März 1990 in Baltimore, Maryland) ist ein ehemaliger US-amerikanischer American-Football-Spieler auf der Position des Wide Receivers und wurde auch als Returner in den Special Teams eingesetzt. Er spielte in der National Football League (NFL) für die St. Louis/Los Angeles Rams, die Dallas Cowboys, die Green Bay Packers, die Jacksonville Jaguars und die Buffalo Bills.

## College
Austin spielte von 2009 bis 2012 auf der Position des Wide Receivers an der West Virginia University und wurde dort auch schon in den Special Teams eingesetzt.
Er wurde 2011 vom Sportsender CBS Sports in das All-American-Team gewählt.
Insgesamt fing Austin 288 Pässe für 3413 Yards und 29 Touchdowns. Durch seine Laufstärke kam er außerdem auf 110 Läufe für 1033 Yards und 6 Touchdowns. Als Returner fing er insgesamt 34 Punts und 97 Kicks für zusammengefasst 2840 Yards und 5 Touchdowns.

## NFL
Austin wurde im NFL Draft 2013 an bereits 8. Stelle der 1. Runde von den St. Louis Rams ausgewählt.

### St. Louis/Los Angeles Rams
Er unterschrieb am 13. Juni 2013 einen Vierjahresvertrag, der mit 12,75 Mio. US-Dollar dotiert wurde. Bereits in seiner Rookie-Saison wurde Austin vielseitig in Lauf- und Passspielzügen eingesetzt und spielte außerdem als Returner. In der Saison 2015 hatte er seine bisher beste NFL-Saison und schaffte seinen persönlichen NFL-Saisonrekord mit 473 gefangenen Yards und 5 gefangenen Touchdowns als Wide Receiver.
Austin zog 2016 mit dem Rams-Franchise nach Los Angeles um und unterschrieb am 27. August 2016 einen neuen Vierjahresvertrag mit einer Erweiterung um 42 Mio. Dollar.

### Dallas Cowboys
Im Rahmen des NFL Draft 2018 wurde Austin von den Rams zu den Dallas Cowboys getauscht. Die Rams erhielten für Austin einen Draft-Pick der 6. Runde von den Cowboys.

### San Francisco 49ers
Im August 2020 unterschrieb Austin einen Einjahresvertrag bei den San Francisco 49ers. Wegen einer Knieverletzung setzten die 49ers Austin vor Saisonbeginn auf die Injured Reserve List und lösten den Vertrag mit ihm am 27. Oktober auf.

### Green Bay Packers
Am 1. Dezember 2020 unterschrieb der Free Agent Austin einen Vertrag bei den Green Bay Packers.

### Jacksonville Jaguars
Im August 2021 nahmen die Jacksonville Jaguars Austin unter Vertrag.

### Buffalo Bills
Am 3. Juni 2022 unterschrieb Austin einen Einjahresvertrag bei den Buffalo Bills. Er schaffte es nicht in den 53-Mann-Kader für die Regular Season und wurde anschließend in den Practice Squad der Bills aufgenommen. Anfang Oktober 2022 wurde er entlassen.

### Karriereende
Nachdem er in der Saison 2023 nicht gespielt hatte, gab Austin am 13. August 2024 sein Karriereende bekannt.

## NFL-Karrierestatistik
| 2013            | St. Louis Rams       | 13  | 3  | 40  | 418   | 10,5 | 81T | 4  | 9   | 151   | 16,8 | 65T | 1  | 33  | 280   | 8,5  | 98T | 1 | 18 | 398 | 22,1 | 32 | 0 | 4  | 1 |
| 2014            | St. Louis Rams       | 15  | 8  | 31  | 242   | 7,8  | 28  | 0  | 36  | 224   | 6,2  | 19  | 2  | 35  | 391   | 11,2 | 78T | 1 | 2  | 19  | 9,5  | 11 | 0 | 5  | 0 |
| 2015            | St. Louis Rams       | 16  | 15 | 52  | 473   | 9,1  | 66T | 5  | 52  | 434   | 8,3  | 60  | 4  | 34  | 268   | 7,9  | 75T | 1 | 3  | 16  | 5,3  | 7  | 0 | 3  | 2 |
| 2016            | Los Angeles Rams     | 15  | 15 | 58  | 509   | 8,8  | 43T | 3  | 28  | 159   | 5,7  | 30T | 1  | 44  | 364   | 8,3  | 47  | 0 | 1  | 5   | 5,0  | 5  | 0 | 5  | 1 |
| 2017            | Los Angeles Rams     | 16  | 9  | 13  | 47    | 3,6  | 13  | 0  | 59  | 270   | 4,6  | 27T | 1  | 12  | 53    | 4,4  | 12  | 0 | 1  | 13  | 13,0 | 13 | 0 | 5  | 4 |
| 2018            | Dallas Cowboys       | 7   | 0  | 8   | 140   | 17,5 | 64T | 2  | 6   | 55    | 9,2  | 18  | 0  | 10  | 58    | 5,8  | 22  | 0 | -  | -   | -    | -  | - | 0  | 0 |
| 2019            | Dallas Cowboys       | 14  | 0  | 13  | 177   | 13,6 | 59  | 1  | 6   | 47    | 7,8  | 20  | 1  | 17  | 84    | 4,9  | 15  | 0 | -  | -   | -    | -  | - | 1  | 0 |
| 2020            | Green Bay Packers    | 4   | 0  | 5   | 20    | 4    | 7   | -  | -   | -     | -    | -   | -  | 3   | 14    | 4,7  | 7   | 0 | -  | -   | -    | -  | - | 1  | 1 |
| 2021            | Jacksonville Jaguars | 13  | 3  | 24  | 213   | 8,9  | 25  | 1  | 3   | 21    | 7,0  | 8   | 0  | 2   | 3     | 1,5  | 3   | 0 | -  | -   | -    | -  | - | -  | - |
| Total           | Total                | 113 | 53 | 244 | 2.239 | 9,2  | 81  | 16 | 199 | 1.361 | 6,8  | 65  | 10 | 190 | 1.515 | 8    | 98  | 3 | 25 | 451 | 18,0 | 32 | 0 | 24 | 9 |
| Quelle: NFL.com |                      |     |    |     |       |      |     |    |     |       |      |     |    |     |       |      |     |   |    |     |      |    |   |    |   |